# 鴨島駅
鴨島駅（かもじまえき）は、徳島県吉野川市鴨島町鴨島にある、四国旅客鉄道（JR四国）徳島線の駅。駅番号はB09。
吉野川市の代表駅で、全特急列車が停車する徳島線の主要駅である。

## 歴史
- 1899年（明治32年）2月16日：開業[1]。当初の読み方は「かもしま」[1]。
- 1937年（昭和12年）12月1日：駅名の読み方を「かもじま」に変更[1]。
- 1950年（昭和25年）3月29日：昭和天皇の戦後巡幸に伴い鴨島駅発、穴吹駅着のお召し列車が運転[3]。
- 1983年（昭和58年）4月6日：自動券売機設置[4]。
- 1987年（昭和62年）4月1日：国鉄分割民営化により四国旅客鉄道が承継[1]。
- 1992年（平成4年）
  - 5月25日：駅構内にJR四国運営の喜多方ラーメン麺小町が開店[5]。
  - 7月1日：駅舎を改装、直営ベーカリーウィリーウィンキー鴨島店がオープン[6]。
- 2019年（令和元年）
  - 9月20日：この日をもって「鴨島駅ワーププラザ」の営業を終了。
  - 9月21日：みどりの窓口営業開始。
  - 10月1日：鴨島駅長を廃止[7]。
- 2021年（令和3年）10月以降：みどりの券売機プラスの利用を開始[8]。みどりの窓口が営業を終了[8]。これにともない駅係員による対応時間の縮小や休業日（土休日や年末年始）が設けられる[8]。

## 駅構造
駅舎側に相対式ホーム1面1線、反対側に島式ホーム1面2線をもつが、駅舎から一番遠いホームは使われていないため、実質相対式ホーム2面2線の地上駅で、互いのホームは跨線橋で連絡している。
大きな木造駅舎は1992年に屋根の吹き替え等の改装をされており、内部には向かって左側にセブン-イレブンKioskがあったが、2025年3月24日に閉店している。
直営駅で待合室に自動券売機が設置されている。かつては鴨島駅長が配置されていたが廃止され、契約社員の駅員が業務を行っている。

### のりば
駅舎側から以下の通り。
| のりば | 路線    | 方向 | 行先               |
| ------ | ------- | ---- | ------------------ |
| 1      | ■徳島線 | 下り | 穴吹・阿波池田方面 |
| 2      | ■徳島線 | 上り | 佐古・徳島方面     |

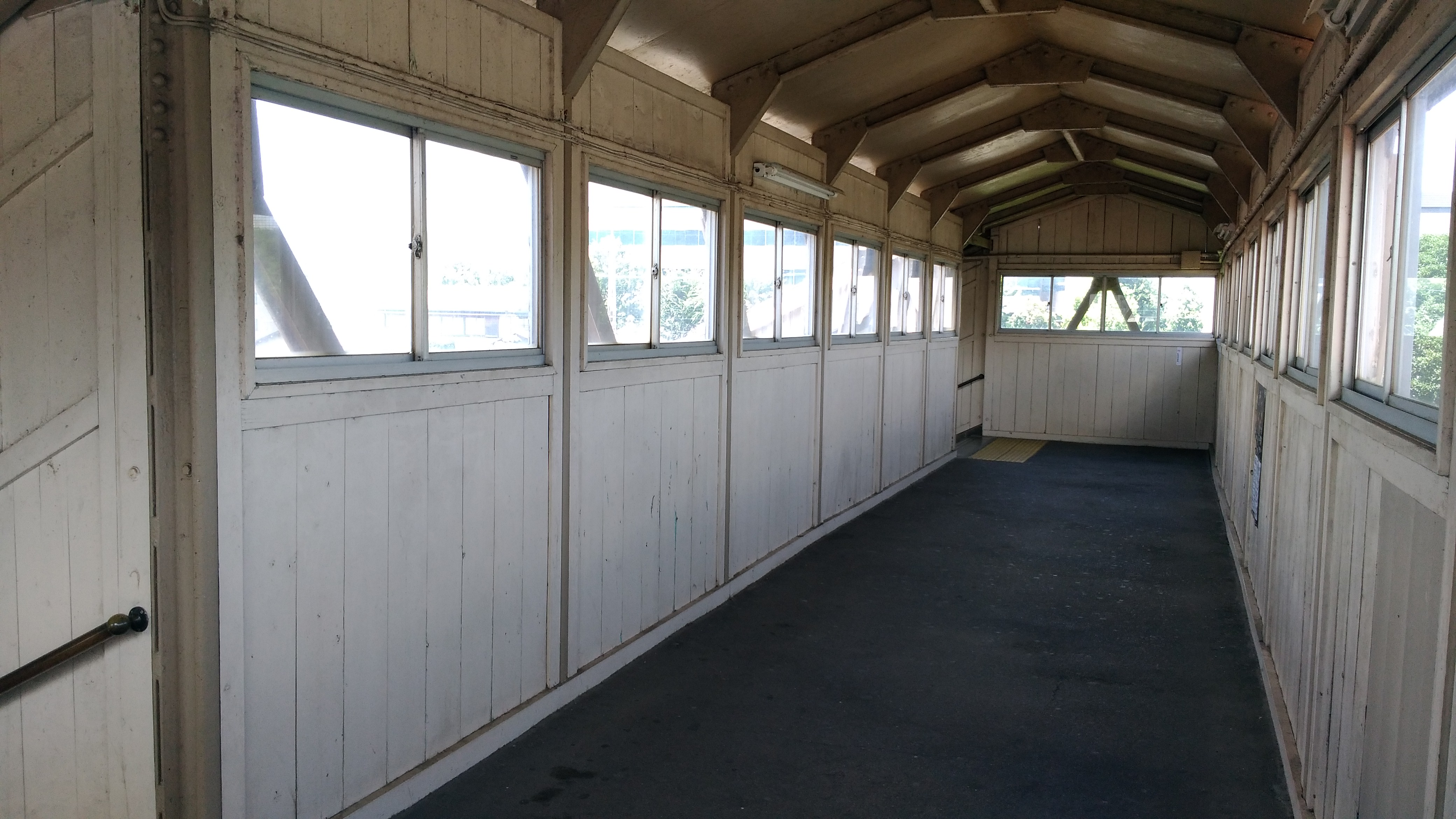
跨線橋（2023年8月）
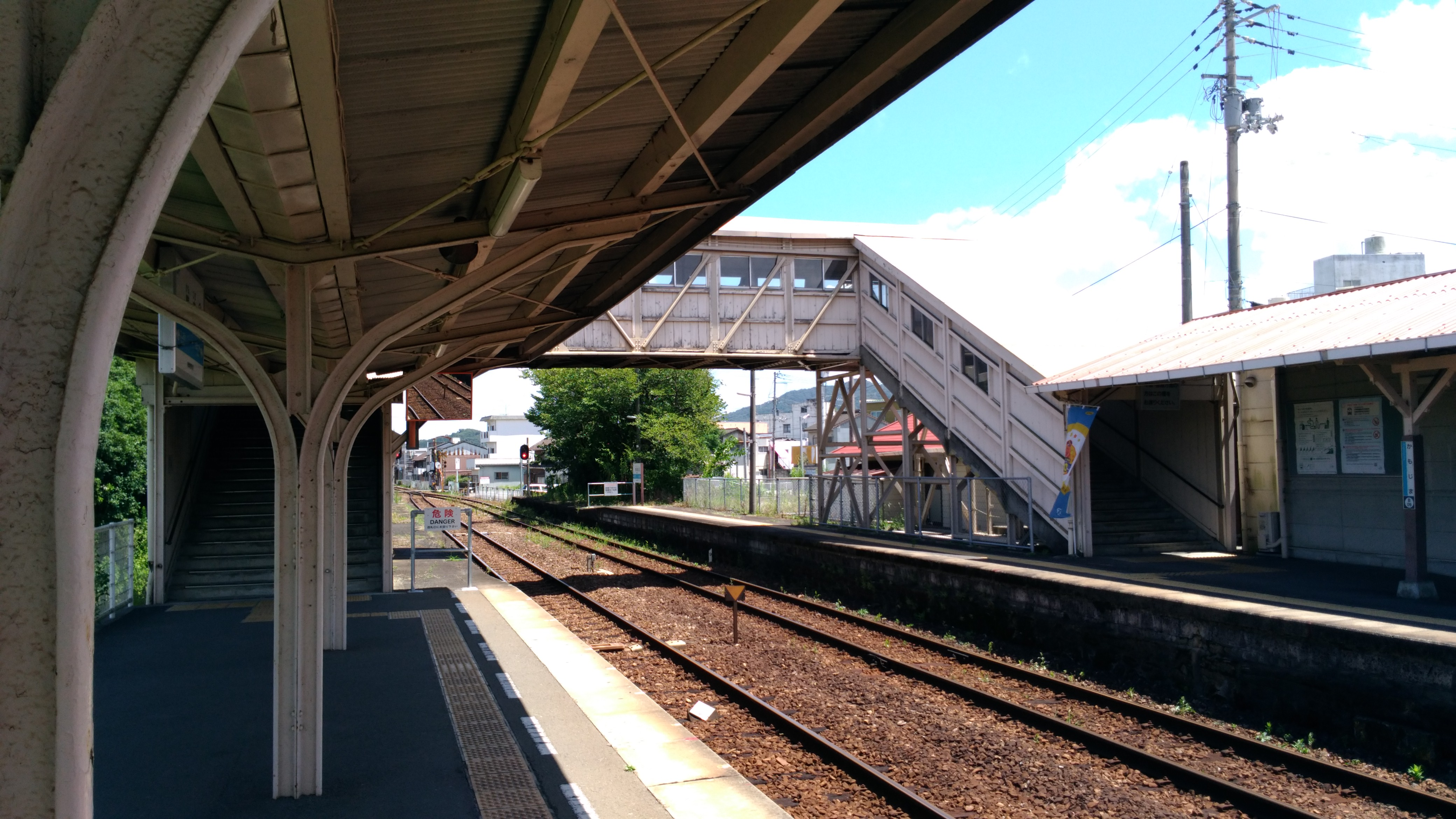
ホーム（跨線橋側から、2023年8月）
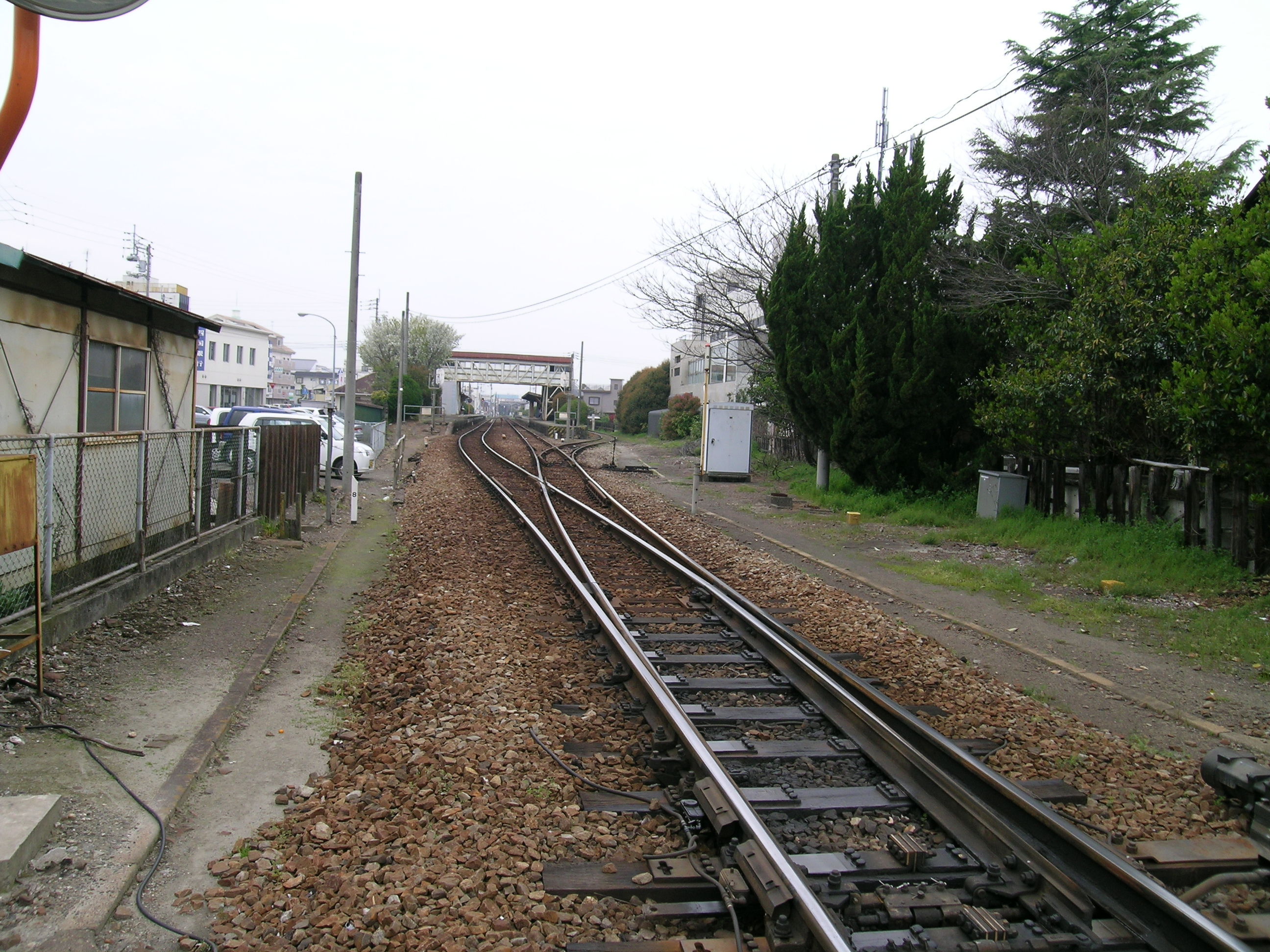
ホーム（踏切側から、2010年4月）

## 利用状況
1日平均乗車人員は下記の通り。
| - 1,670人（1995年度） - 1,619人（1996年度） - 1,492人（1997年度） - 1,398人（1998年度） - 1,335人（1999年度） - 1,285人（2000年度） - 1,266人（2001年度） - 1,216人（2002年度） - 1,155人（2003年度） - 1,076人（2004年度） | - 1,033人（2005年度） - 1,015人（2006年度） - 968人（2007年度） - 984人（2008年度） - 927人（2009年度） - 900人（2010年度） - 865人（2011年度） - 906人（2012年度） - 890人（2013年度） - 877人（2014年度） |

## 駅周辺
旧鴨島町の中心部で、駅近くには各種の銀行がそろっている。駅前には吉野川市鴨島町出身の初代曾我廼家五九郎の碑がある。
- 吉野川市立鴨島小学校
- 鴨島八幡神社
- 持福寺
- 鴨島保健所
- 吉野川市役所
- 吉野川市民プラザ
- ボートレースチケットショップ阿波かもじま
- 鴨島本町郵便局
- 阿波銀行鴨島支店
- 四国銀行鴨島支店
- 徳島信用金庫鴨島支店
- 国道192号
- 国道318号
- 徳島県道155号鴨島停車場線
- 徳島県道239号牛島上下島線
- ラ・ムー 鴨島店

### バス路線
徳島県道155号線沿いに「鴨島駅前」停留所があり、徳島バスの鴨島線（徳島駅前 - 鴨島営業所（西麻植））が経由する。
過去の路線に関して
- 2022年9月30日まで運行していた二条・鴨島線は鴨島駅前が始発・終着だった。鴨島線西麻植（徳島バス鴨島営業所）行きは2022年9月30日まで鴨島駅前停留所に乗り入れなかったため、鴨島駅前通南停留所を利用する必要があった。
- かつて運行されていた東京行き高速バス「エディ号」は鴨島駅前には停車せず、徳島バス鴨島営業所に停車していた（距離としては西麻植駅が近い）。

## 隣の駅
四国旅客鉄道（JR四国）
■徳島線
- 特急「剣山」停車駅

■普通
麻植塚駅 (B08) - 鴨島駅 (B09) - 西麻植駅 (B10)